# Miles Gordon Technology
Miles Gordon Technology, nota come MGT, era una piccola azienda britannica fondata da Alan Miles e Bruce Gordon (da cui il nome), ex dipendenti di Sinclair Research. Nata come produttrice di schede di espansione per il Sinclair ZX Spectrum, produsse anche un piccolo home computer, il SAM Coupé, che ebbe poco successo commerciale.
Fondata nel 1986 a Cambridge, Inghilterra (Gran Bretagna), nel 1989 spostò la sua sede a Swansea, Galles. Fu chiusa per bancarotta nel giugno del 1990.

## Le schede DISCiPLE e +D

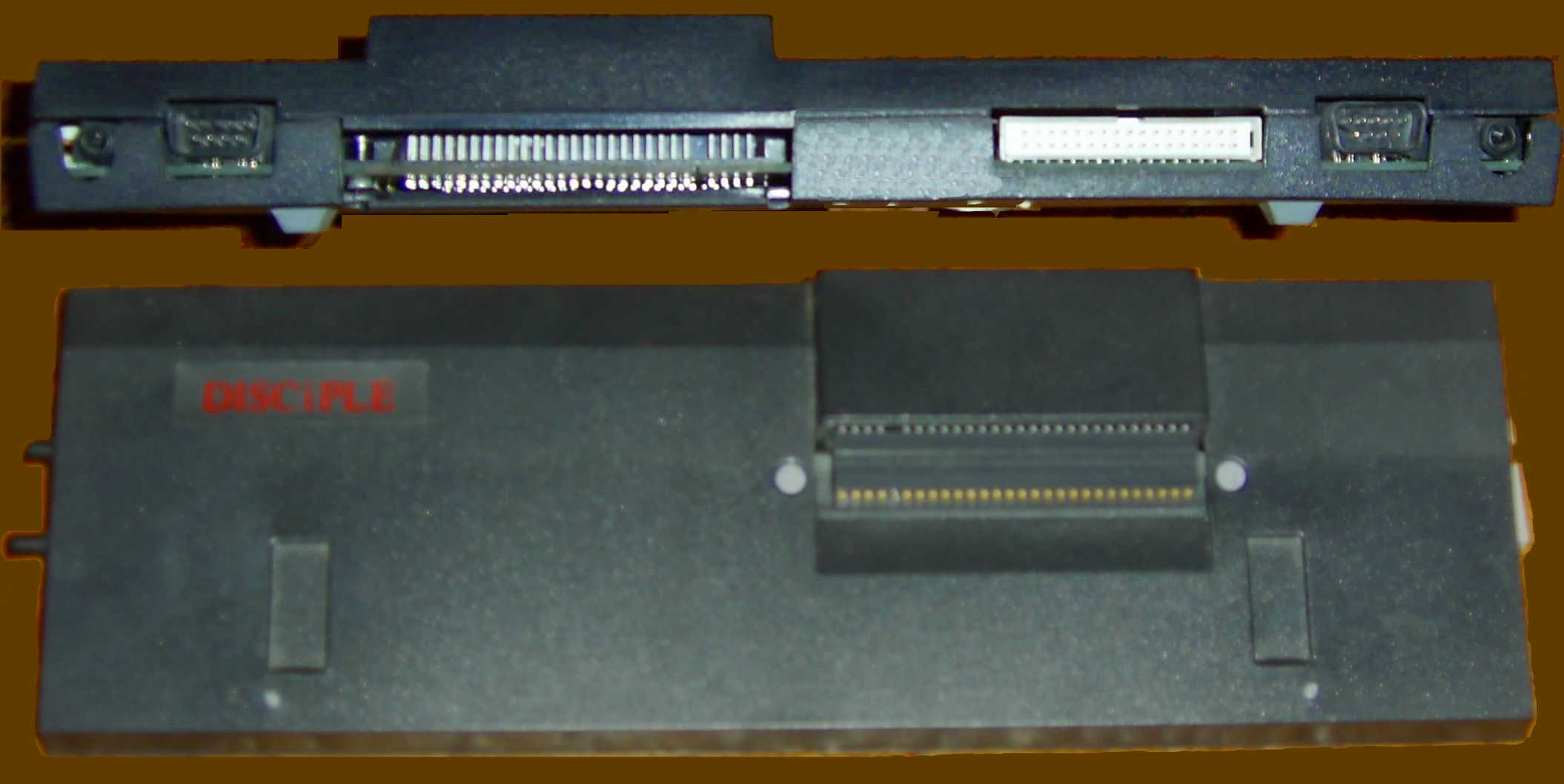
La DISCiPLE

Con l'aumentare della popolarità dello ZX Spectrum, crebbe la richiesta di una memoria di massa per questo computer che non ne era dotato. Ai prodotti offerti da Sinclair, lo ZX Interface 1 e lo ZX Microdrive, altre aziende aggiunsero diverse interfacce per connettere le unità a dischi al computer, alcune di esse con prodotti di successo ma non completamente compatibili con il sistema Sinclair (come l'Opus Discovery).
MGT scelse invece un approccio differente, offrendo un paio di interfacce per le unità a dischi che erano compatibili sia con i comandi del BASIC del computer sia con le routine in codice macchina dello ZX Interface 1: in questo modo il sistema vedeva e trattava i dischi come Microdrive di grosse dimensioni. Le interfacce prodotte erano la DISCiPLE (commercializzata da Rockfort Products) e la +D (commercializzata dalla stessa MGT), che condividevano entrambe alcune caratteristiche:
- compatibilità con lo standard Shugart per la connessione delle unità per floppy disk (1 oppure 2);
- la presenza di una porta per stampanti;
- un "pulsante magico"

Quest'ultimo generava un interrupt non mascherabile che congelava qualsiasi software stesse girando sullo Spectrum ed effettuava un dump, una copia dell'intero contenuto della memoria direttamente sul disco. Questo rendeva facile creare copie su disco dei programmi memorizzati su nastro, prendere degli screenshot di ciò che appariva a vide, oppure ancora modificare il codice dei programmi eseguiti. Il DISCiPLE presentava anche un'altra porta di connessione sul retro permettendo di collegare altre periferiche in cascata, anche se la complessità del DISCiPLE non permetteva a molte di queste schede di lavorare in catena.
Ma la vera innovazione di questi dispositivi risiedeva nella loro ROM. Come detto, essi erano compatibili con il sistema ospite, per cui gli stessi comandi del BASIC usati per gestire i Microdrive o l'interfaccia ZX Printer potevano controllare i floppy disk o una comune stampante parallela. Essi riproducevano anche le locazioni di memoria contenenti gli indirizzi di chiamata dello ZX Interface 1, i cosiddetti "hook code": grazie a ciò qualunque software scritto per lavorare con tale dispositivo poteva girare senza modifiche utilizzando l'interfaccia di MGT ed i dischi floppy senza modificare gli hook code usati, facendo vedere al sistema i floppy come Microdrive di grosse dimensioni.
La sintassi dei comandi del Microdrive di Sinclair era abbastanza complessa perciò una delle caratteristiche su cui ribattevano i produttori di molte interfacce per dischi era la semplicità dei comandi usati. Ad esempio, per caricare un programma da nastro la sintassi in Sinclair BASIC era LOAD "nome_prog" mentre l'equivalente per accedere ad un file su Microdrive era LOAD *"m";1;"nome_prog". Se si considera la complessità del metodo per inserire la punteggiatura sullo ZX Spectrum, scrivere un tale comando diveniva frustrante. Il codice di MGT, oltre a supportare la classica sintassi Sinclair, semplificava il comando in LOAD d1"nome_prog".
In seguito MGT produsse la linea di unità a dischi LifeTime Drive, ribattezzata poi in Universal Drive per problemi sulla durata della garanzia. La linea, composta da 4 modelli (unità da 3¼" e 5¼", con o senza alimentatore), era compatibile, grazie ad un DIP switch ed a cavi specifici, con diversi sistemi dell'epoca: Acorn, BBC Micro, Amiga, Amstrad CPC, Atari ST, IBM PC, MSX, Sinclair QL, Amstrad Spectrum +3/PLUS D/Beta 128.

## Il SAM Coupé

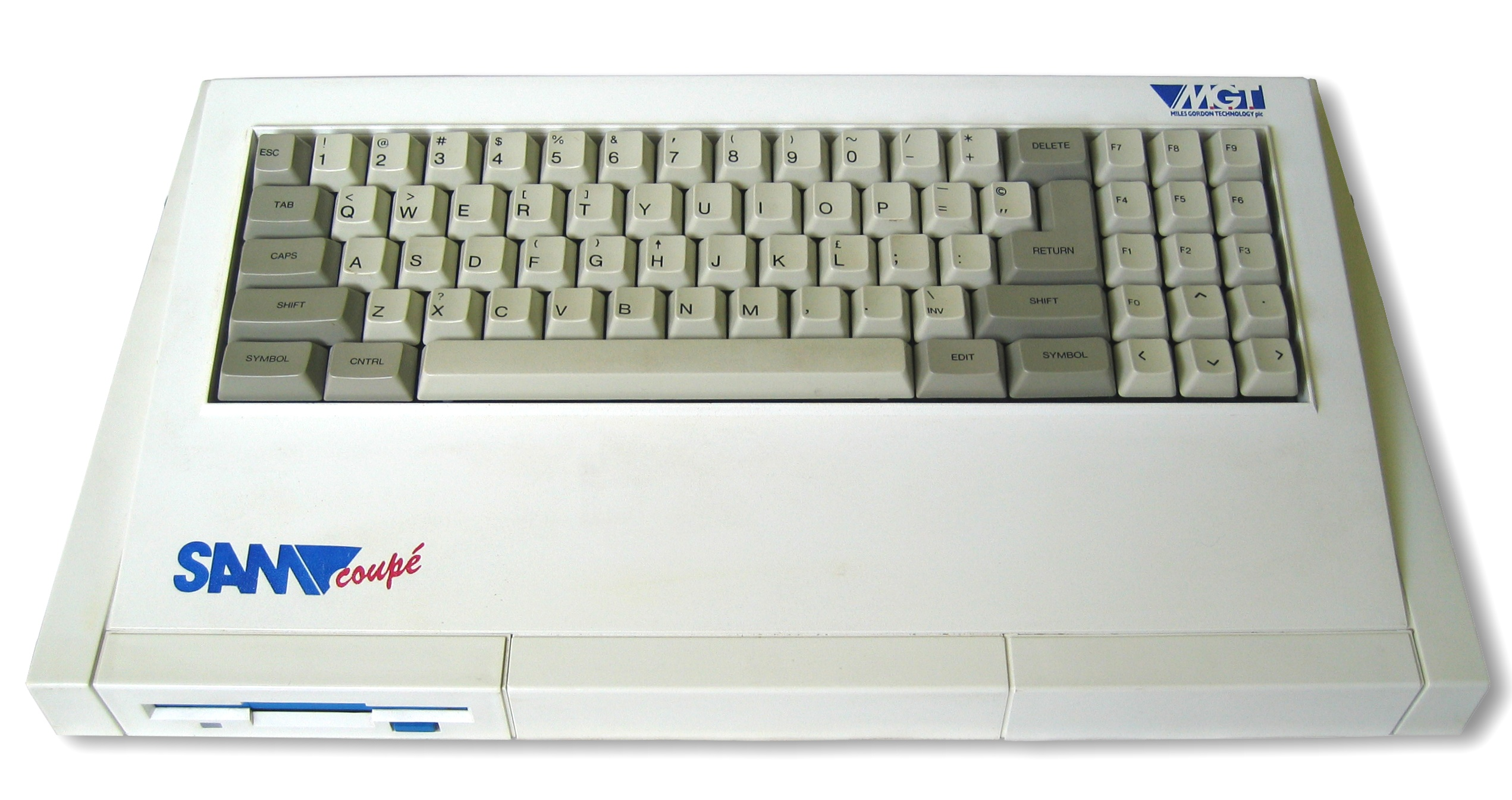
Il SAM Coupé.

MGT iniziò quasi subito a lavorare al progetto di un proprio home computer, il SAM Coupé, grazie ai profitti derivanti dalle vendite degli altri suoi prodotti che ne finanziavano lo sviluppo. Il SAM Coupé era essenzialmente un computer compatibile con lo ZX Spectrum 48K con grafica e sonoro migliorati, più interfacce, una memoria più grande ed un nuovo interprete BASIC (il SAM BASIC). La macchina fu presentata verso la fine del 1989, sfortunatamente in un periodo in cui l'evoluzione tecnologica stava rendendo obsoleti i computer della sua classe. A causa dell'insuccesso commerciale del SAM Coupé, MGT fu costretta a vendere i diritti sull'interfaccia +D a Datel Electronics Limited per cercare di recuperare un po' di liquidità. Ma il tentativo di salvare l'azienda non andò a buon fine e MGT chiuse per fallimento nel 1990.